# İznik
İznik là một huyện thuộc tỉnh Bursa, Thổ Nhĩ Kỳ. Huyện có diện tích 737 km² và dân số thời điểm năm 2007 là 44514 người, mật độ 60 người/km².

## Thành phố kết nghĩa
İznik kết nghĩa với:
- Cảnh Đức Trấn, Trung Quốc
- Khulo, Gruzia
- Nikaia, Hy Lạp
- Pithiviers, Pháp
- Spandau (Berlin), Đức
- Talas, Kyrgyzstan
- Tutin, Serbia